# Irma, te édes
Az Irma, te édes (eredeti cím: Irma la Douce) 1963-ban bemutatott, Párizsban és francia környezetben játszódó amerikai romantikus filmvígjáték Shirley MacLaine és Jack Lemmon főszereplésével. Az azonos című musical alapján, de ének nélkül készült film igen nagy sikert aratott, az Oscar-díj mellett számos egyéb díjat és jelölést nyert.

## Cselekmény
|  | Alább a cselekmény részletei következnek! |

Párizs, 1963, hajnali öt óra. Ha valaki azt mondja, Párizs sohasem alszik, hát nem szabad hinni neki. Hajnali öt órakor Párizs alszik. A Maxim már órák óta bezárt, az Eiffel-torony órák múlva nyit, az utcán ilyenkor csak a szemetesautók járnak. Egyetlen hely van a városban, ahol ilyenkor nyüzsög leginkább az élet, ez a párizsi nagybani vásárcsarnok, a Les Halles. Ez az a hely, ahol minden kulináris jó megtalálható, a világ minden tájáról. Hajnalban százával érkeznek az őstermelők és a friss áruval megrakott teherautók, majd a vendéglősök, boltosok viszik tovább az árut.
A vásárcsarnoktól egy saroknyira kezdődik a Rue Casanova, ahol a piac hajnali csúcsforgalmával egyidőben zajlik leginkább az élet. Aki egy konyakra vágyik, annak ott az éjjel-nappal nyitva tartó bisztró, a Chez Moustache, de aki más földi földi jót kíván, annak sem kell messzire mennie. Az utcán álldogáló sok örömlány egyike a szinte kislányosan ártatlan kinézetű Irma, beceneve „az édes”. Mindig fekete ruhában, smaragdzöld harisnyában és masnival jár, mindenhová magával viszi kis fehér kutyáját. Mikor a vendégek a „dolog” után kérdezik, ilyen ártatlan kislány hogyan végezhet ilyen munkát, mindig valami megható és szomorú történetet ad elő (pl. konzervatóriumot végzett, de egy baleset során eltörtek az ujjai, beteg testvérének kórházi költségeit kell fizetni), ilyenkor általában még kap valami pénzt, amit futtatója, a stricik között is rossz hírű, erőszakos Hippolyte az utolsó fillérig elvesz tőle.
Amíg a lányok dolgoznak, a stricik a Chez Moustache, avagy a Bajuszhoz címzett bisztróban ütik agyon az idejüket, nagyritkán egymást, de leginkább kártyáznak és biliárdoznak. A bisztró tulaja egy dörzsölt, de ugyanakkor jóindulatú, Moustache (bajusz) becenevű, nagy bajuszú férfiú, eredeti nevén Constantinescu, egy román származású tyúktolvaj. Állítólag volt orvos és ügyvéd is, de – ahogy szokta mondani – az már egy másik történet. Ő az, aki mindenkit ismer, aki mindenkivel jóban van és mindenről mindent tud. Az örömlányok, az őket futtató stricik és a helyi rendőrök között egyfajta élni és élni hagyni megállapodás működik, melyben mindenki tudja a helyét, mindenki megkapja részét az üzletből, minden simán működik.
Egy napon Nestor Patou, a kis faluból Párizsba vezényelt fiatal, naiv, becsületes rendőr érkezik a korrupt, régi kolléga helyére. A rosszlányokat gyanakodva nézegetve megakad a szeme a kislányos Irmán, megkérdezi, mit keres ezen a korai órán egy ilyen fiatal lány ezen a gyanús helyen, ahol még az is lehet, hogy ezek a lányok esetleg tisztességtelen céllal ácsorognak az utcán, mire Irma szokása szerint előad egy ártatlan történetet. Nestor elmegy, de pár perc múlva látja, amint Irma egy férfival felmegy a helyi garniszálló szobájába. Immár bizonyosra véli, hogy itt erkölcsrendészeti kihágás esete forog fent. Felháborodva rohan be bisztróba telefonálni a kapitányságra, de Bajusz megpróbálja neki elmagyarázni, hogy ez valós igényt kielégítő, mondhatni jó célért működtetett rendszer, ahol a minden résztvevő a – rendőrt is beleértve – megkapja a részét és tökéletesen elégedett.
Nestor nem hallgat rá, kihívatja a zsupkocsit, az összes lányt beviszik a rendőrségre, ott azonban kiderül, a helyi rendőrfőnök is a lányok rendszeres ügyfele. A lányokat elengedik, Nestort azonnali hatállyal kirúgják a rendőrségtől. Este már civilben, pénz nélkül, tanácstalanul bolyongva visszamegy a bisztróba. Elbeszélget a megértő Bajusszal, elmondja neki, tán beáll kukáslegénynek. Bajusz megcsóválja a fejét, majd felhívja Nestor figyelmét a határtalan lehetőségekre, megmutatja neki a kártyázó striciket, akik gyakorlatilag munka nélkül keresnek tetemes pénzt, Nestor azonban túl törvénytisztelő és becsületes az efféle dolgokhoz. A beszélgetést az eső elől a bisztróba betérő Irma szakítja meg. Nestor vele is elbeszélget, próbálná jó útra téríteni. A kártyázó Hippolyte megelégeli a dolgot, Irmát durván kiküldi az utcára dolgozni. Nestor a védelmére kell, összeverekednek. Nestornak esélye sincs a nála egy fejjel magasabb Hippolyte ellen, de egy biliárdgolyó és egy csillár segítségével mégis sikerül padlóra küldenie. Noha ezután nagy verésre számít a többi stricitől, azokban él a betyárbecsület és a győzelme után befogadják Nestort.
A lakás és pénz nélküli Nestor az éjszakát Irmánál tölti, összebarátkoznak, Irma is nagyon örül, hogy megszabadult az erőszakos Hippolyte-től, aki azonban bosszút esküszik. A becsületes Nestor mire észbe kap, már Irma új futtatója és kitartottja. Lassan beleszeret a lányba és egyre kevésbé viseli, hogy Irma másokkal búj ágyba pénzért, a lányfuttató szerepe is igen távol áll tőle. Mivel semmivel sem tudja a Irmát jó útra téríteni, kitalál egy igen furcsa megoldást.
Ha Irmának egyetlen gazdag kuncsaftja lenne, aki állandóan foglalkoztatná, megoldódna a probléma egyik része. Ha Nestor lehetne az az egyetlen kuncsaft, minden gond megoldódna. Ehhez csak egy álszakállra, egy plasztronra, némi angol arisztokratikus kiejtésre (the rain in spain...), valamint Bajusz úrtól kölcsönzött 500 frankra van szükség.
Egy különös, kecskeszakállas, fél szemén plasztront viselő, arisztokratikus angol úriember tűnik fel a Rue Casanova környékén, elsőre Irmát választja a lányok közül, majd felmegy vele a garniszálló szobájába. Elmeséli, neve Lord X, hetente kétszer jár Párizsban. Mivel felesége otthon a kertésszel csalja, nagyon boldogtalan és magányos. Irmától sem szexre vágyik, csak egy kis kis társaságra van szüksége. Reggelig kártyáznak, majd átad 500 frankot, ami hatalmas összeg. Irma szabadkozik, de Lord X közli, undorítóan gazdag, ezért tegye csak el nyugodtan, a következő találkozásig.
Nestor átrohan a bisztró pincéjébe visszaöltözni, mire Irma ujjongva leviszi a pénzt, már újra Nestorként találkozik vele. A dolog elsőre úgy tűnik, hogy működik. Bajusz kölcsönad 500 frankot Nestornak, Nestor Lord X-ként a pénzt odaadja Irmának, Irma Nestornak, Nestor visszaadja Bajusznak. Egyetlen baj van, nem marad egy fillér nyereség sem, külső forrásból lehet csak a dolgot finanszírozni. Nestor ezután minden hajnalban, amíg Irma alszik, kilopódzik a szobából és a piacon hangyaszorgalommal minden alkalmi munkát elvállal, hogy a rendszeres vendéggé váló Lord X-ként legyen mit Irmának adnia. A dolog egy ideig működik, ám a hármas élet nagyon megviseli. Délelőttönként piaci rakodó, délutánonként selyemfiú, hetente kétszer meg Lord X, de a lényeg, Irma nem árulja többé magát, kizárólag Lord X kártyapartnere és beszélgetőtársa.
Egy napon mégis beüt a baj. Miközben hullafáradtan hazaér a piacról, Irma meggyanúsítja, azért fáradt állandóan, mert más nőkkel is viszonyt folytat, csúnyán összevesznek, majd Irma kiadja Nestor útját. Lord X azonban továbbra is megmarad. A legközelebbi estén a Nestorral összeveszett Irma a lord különféle kifogásai ellenére tovább megy a kártyajátéknál és a beszélgetésnél, másnap reggel a pénzt sem hajlandó elfogadni, közli, vele megy Angliába is, a kertésszel hetyegő felesége helyett gondját viseli. Irma Nestort elhagyva minden bizonnyal beleszeretett a Nestor által színlelt Lord X-be, aki azonban a valóságban nem is létezik. A feldúlt Nestor Lord X-ként elmeséli az esetet Bajusznak, még az el nem fogadott pénzt is lobogtatja, majd elrohan azzal, hogy most leszámol, Lord X örökre eltűnik az életükből.
A bisztróban ücsörgő Híppolyte a pénzt látva utánamegy, hogy leüsse és kirabolja a lordot. Nestor, azaz Lord X lemegy a Szajna partjára, leveszi az álszakállt, plasztront, Lord X ruháit, majd az egészet a vízbe dobja, közben fennhangon átkozódik, hogy most megszabadulok lordságodtól. Hippolyte a jelenetet a hídról látva azt hiszi, Nestor megölte és a vízbe dobta a lordot, itt az alkalom a bosszúra, riadóztatja a rendőrséget. Nestor mit sem sejtve visszamegy a bisztróba, ahol Irma a lordot várja, de az nem jön. Számonkéri Irmát, miért nem abban bízik, aki szereti, erre Irma a fejéhez vágja, te csak a heti ötszáz frankot szeretted, amit én kerestem meg neked. Mire Nestor válaszolhatna, kiérkezik a rendőrség és gyilkosságért letartóztatja. Mivel Bajusz sok minden mellett ért a joghoz is, kioktatja Nestort, mindent elmondhat, de az igazságot nem, senki sem hinne neki, azon felül Irmát is elvesztené, tegye amit mond és bízzon benne. Mint Nestor jogtanácsadója, mindjárt a bisztróban kijelenti a rendőrök előtt, Nestor bűnösnek vallja magát, szerelmi féltékenységből, de nem a pénzéért ölte meg a lordot. Irma ezt hallva azonnal megbocsát neki, elmondja, hogy várni fog rá, akármennyit is kap Nestor.
Nestor végül 15 évet kap, ami ártatlanul sok, de a rablógyilkosságért járó halálos ítélethez képest kevés. Egy klasszikus, régi típusú börtön utcára néző cellájában kezdi meg büntetését. Kilenc hónap telik le, mikor egy napon Bajusz meglátogatja, közli, Irma terhes, nagy szüksége volna rá, megtervezte a szökést. Egy humorosan valószerűtlen szökési akció során Irma Bajusz által odaadott harisnyáit összecsomózva leereszkedik az utcára, ahol Bajusz egy régi tragacs elromlott, füstölgő motorjával eltereli az utcán sétáló őr figyelmét.
Nestor elmegy Irmához, aki közli, a gyerek apja nem ő, hanem Lord X, amit Nestor furcsa módon gyorsan megbocsát. A rendőrök azonban ott is keresik, úgy tud megmenekülni, hogy rendőregyenruháját felvéve közéjük vegyül, majd elszökik. Egyetlen módon tisztázhatja önmagát, ha a megöltnek hitt Lord X visszatér, ehhez megint Bajusz ravaszságára van szükség.
Az örömlányok és a stricik lelkesen készülődnek Irma és Nestor esküvőjére, ám a vőlegény sehol sincs. Bajusz bizalmasan odasúgja a még mindig bosszúra éhes Hippolyte-nek, hogy ilyenkor a bűnözők mindig visszatérnek a tett színhelyére, egészen biztos, hogy Nestor ott van, ahol Lord X eltűnt a Szajnában. Hippolyte azonnal telefonál a felügyelőnek. A szirénázva kiérkező rendőrök azonban senkit sem találnak. Már mennének, amikor egy esernyő szára bukkan a víz színére. Mint egy periszkóp körbefordul, egyre jobban kiemelkedik, majd öltönyben, kalapban, esernyőjét tartva kisétál a Szajnából a kilenc hónapja megöltnek hitt Lord X.
A meglepett felügyelő kérdezi, hogy hol volt kilenc hónapig, de a lord csak hűvös angol eleganciával annyit válaszol, hogy pontosan ő sem tudja, majd elsétál.
Lord X visszatérésével Nestor ártatlansága bizonyosságot nyert. Az esküvő viszont még tartogat meglepetéseket. A pap az utolsó mondatokat már szinte hadarva mondja el, majd Irmát már úgy kell áttámogatni a templom másik helységébe, ott szüli meg lányát. A felügyelő is feltartóztatja Nestort, aki azt hiszi ismét letartóztatják, ám a felügyelő visszahívná a rendőrséghez. Nestor azt válaszolja, most egyelőre más dolga van, egy játszótérnyi gyerek összehozása...
Míg Nestor és a többiek Irmát veszik körbe, az utolsó ember is kisétál a templomteremből. Egy jól öltözött, esernyős, kecskeszakállas, fél szemén plasztront viselő angol úr, aki nem más, mint Lord X. Bajusz megdöbbenve nézi, majd csak annyit szól: ez már egy másik történet...
|  | Itt a vége a cselekmény részletezésének! |

## Idézetek
- Az enyém az nem munka, hanem hivatás (Irma)
- A szerelem illegális, a gyűlölet nem. Utóbbit bármikor, bárkivel szemben szabadon gyakorolhatod (Bajusz)
- A börtönök tele vannak ártatlanokkal, akik azért kerültek oda, mert igazat mondtak (Bajusz)
- Tisztességesnek lenni egy tisztességtelen világban olyan, mint a tyúkkopasztás ellenszélben. Csak a szád lesz tele tollal (Bajusz)

## Érdekességek
- A mai néző számára szokatlanul hosszú filmet egy előadásban, de a közepén szünettel adták a mozikban. A szünet a bisztró bulijelenete után következett. Az ilyen nagy költségvetésű, 2,5–3 óra hosszúságú filmek viszonylag gyakoriak voltak a hatvanas években, duplafilm volt a népszerű nevük, drágább jegyárak mellett vetítették.
- Shirley MacLaine megbízva a rendezőben, olvasatlanul vállalta el a szerepet, de utóbb nem szimpatizált a filmmel és a szereppel, igen meglepődött az elért sikereken.
- Irma szerepére először Elizabeth Taylort kérték fel, de éppen akkor zajló magánéleti problémái miatt nem vállalta. A második esélyes, Marilyn Monroe meghalt a forgatás kezdete előtt.
- Bajusz szerepére Charles Laughton volt esélyes, de meghalt a forgatás kezdete előtt.
- Az eredeti nyelvű változat narrátora Louis Jordan francia színész, aki az összekötőszöveget erős francia akcentussal mondja. Többek között a James Bond filmek Polipka (Octopussy) című epizódjában is szerepelt, mint Kamahl Khan, a főgonosz.
- A film egyes külső jeleneteit Párizsban forgatták, de a Rue Casanova stúdióban lett felépítve, 350 000 USD költséggel.
- A Les Halles nagyvásárcsarnok, „Párizs gyomra” Emile Zola regényében is szerepelt. 1972-ben lebontották, a helyén kultúrközpont létesült.
- A film egyik jelenetében Jack Lemmon mint Lord X, a Szajnába merül. Később úgy értékelte, pályafutása legundorítóbb eseménye volt az akkoriban rendkívül szennyezett folyóba való merülés. A jelenet előtt megelőző tetanusz oltást kapott.
- A párizsi stricik védegyletének tréfás rövidítése megegyezett az amerikai filmproducerek szövetségének rövidítésével, akikkel a rendezőnek akkoriban komoly problémái voltak (Mec's' Paris Protective Association / Motion Picture Producers Association, mindkettő MPPA)
- Ebben a filmben tűnt fel először James Caan, mint névtelen szereplő, egy amerikai katona táskarádióval.
- A valódi lord filmvégi feltűnése már csak egy nevetés célját szolgáló úgynevezett slusszpoén, nem azt jelenti, hogy valóban két Lord X volt.
- Olivia Newton-John Hollywood Nights című tévéműsorának Gimme Some Lovin klipjében híres filmbéli nőalakok, köztük Irma is feltűnik, Olivia előadásában.

## Filmzenei album
Noha a film eredetije egy musical, a filmben nem énekelnek. Az André Previn szerezte kísérőzene 1998-ban jelent meg CD lemezen a Rykodisc kiadásában.
A színházi előadásban (musical comedy) és a hanglemezes változatban sok dal szerepel. Zeneszerzője Marguerite Monnot, szövegírója Alexandre Breffort. Ezekből néhány melódia átkerült a filmbe, egy utalással a stáblistán a szerzőre. A szerzői jogi adatbázisban tíz olyan szerzemény taláható, amelynek címe: Irma la Douce és zeneszerzője Marguerite Monnot. Hasonlóképpen, hat szerzemény azonos címmel szerpel: Dis-donc dis-donc (Mondd, mondd). Ezek a hanglemezeken a technikai adottságok miatt egymástól eltérő cím alatt jelentek meg.   
- Main Title 2:14 T-924.612.953-3 Overture
- Meet Irma 1:42
- This Is the Story 3:16
- Nestor the Honest Policeman 1:54 (ISWC T-902.843.875-7)
- Our Language of Love 2:04 T-924.612.952-2
- Don't Take All Night 5:43
- The Market 6:28
- Easy Living the Hard Way 3:16
- Escape 2:13
- Wedding Ring 1:35
- The Return of Lord X 1:24
- In the Tub with Fieldglasses 2:27
- Goodbye Lord X 3:17
- I'm Sorry Irma 1:38
- Juke Box: Let's Pretend Love 3:07
- Juke Box: Look Again 2:16
- But That's Another Story 0:38

## Szereplők
| Szerep                    | Megjegyzés                                                    | Színész           | Magyar hang (1973) | Magyar hang (2.) | Magyar hang (3.)    | Magyar hang (2010) |
| ------------------------- | ------------------------------------------------------------- | ----------------- | ------------------ | ---------------- | ------------------- | ------------------ |
| Nestor Patou / Lord X     | Naiv, becsületes, fiatal rendőr / Lord X                      | Jack Lemmon       | Gálvölgyi János    | Cseke Péter      | Kapácsy Miklós      | Kassai Károly      |
| Irma, az édes             | Irma „la Douce”, párizsi prostituált                          | Shirley MacLaine  | Várhegyi Teréz     | Udvaros Dorottya | Zborovszky Andrea   | Kovács Patrícia    |
| Monsieur Bajusz           | Moustache, a bisztró megértő tulaja                           | Lou Jacobi        | Máriáss József     | Balázs Péter     | Bolla Róbert        | Papp János         |
| Lefevre felügyelő         | Lefevre felügyelő, Nestor főnöke, a lányok egyik törzsvendége | Herschel Bernardi | Farkas Antal       | Maros Gábor      |                     | Kárpáti Tibor      |
| Hippolyte, gengszterfőnök | Hippolyte, Irma durva és erőszakos futtatója                  | Bruce Yarnell     | Áts Gyula          | Selmeczi Roland  |                     | Czvetkó Sándor     |
| Jack Casanova             |                                                               | Jack Sahakian     | Szatmári István    | Uri István       | Lélek Sándor Tibor  |                    |
| Andre Casanova            |                                                               | Paul Dubov        | Kautzky József     | Szombathy Gyula  | Dobos Imre          |                    |
| Lafayette tábornok        |                                                               | Edgar Barrier     | Miklósy György     | Kardos Gábor     | Garai Róbert        | Fehér Péter        |
| Katona rádióval           |                                                               | James Caan        |                    |                  |                     |                    |
| Jojo                      |                                                               | Diki Lerner       | Kézdy György       | Csőre Gábor      | Markovics Tamás     | Szokol Péter       |
| Narrátor (hangja)         |                                                               | Louis Jourdan     | Láng József        | Dunai Tamás      | Tarján Péter        | Korbuly Péter      |
| Szállodaportás            |                                                               | Howard McNear     | Gyenge Árpád       | Versényi László  | Meleg Vilmos        | Csuha Lajos        |
| Első kuncsaft             |                                                               | Lou Krugman       |                    | Koncz István     |                     |                    |
| Második kuncsaft          |                                                               | John Alvin        |                    | Cs. Németh Lajos | Török Sándor        |                    |
| Texasi kuncsaft           |                                                               | James Brown       | Simon György       | Áron László      | Medgyesfalvy Sándor | Garai Róbert       |
| Lolita                    |                                                               | Hope Holiday      |                    | Zakariás Éva     | Stéfán-Bodor Mária  |                    |

## Díjak
Oscar-díj (1964)
- díj: legjobb filmzene (André Previn)
- jelölés: legjobb női főszereplő (Shirley MacLaine)
- díj: legjobb fényképezés (Joseph LaShelle)

BAFTA (1965)
- jelölés: legjobb külföldi színésznő (Shirley MacLaine)

David di Donatello-díj
- díj: legjobb külföldi színésznő (Shirley MacLaine)

Golden Globe-díj (1964)
- díj: legjobb vígjátéki színésznő (Shirley MacLaine)
- jelölés: legjobb vígjátéki színész (Jack Lemmon)

Golden Screen-díj (1964)
- díj:legjobb film

Laurel-díj (1964)
- díj: legjobb vígjátéki színésznő (Shirley MacLaine)
- díj: legjobb vígjátéki színész (Jack Lemmon)
- díj: második legjobb vígjáték

Writers Guild of America, USA
- díj: legjobb forgatókönyv (I.A.L. Diamond, Billy Wilder)